# Jean-Jacques Boissard
Jean-Jacques Boissard (1528-1602) (Besançon, 1528 - Metz, 30 de Outubro de 1602, foi filólogo, antiquariano, poeta e latinista francês.

## Biografia
Boissard nasceu em Besançon e foi educado em Lovaina, mas secretamente abandonou o seminário nessa cidade, e viajou pela Alemanha e Itália, onde permaneceu durante vários anos, chegando algumas vezes a viver em extrema pobreza.  A sua permanência na Itália despertou nele o gosto por antiguidades, colecionando ele uma série de artefatos de Roma e dos arredores.  Posteriormente visitou as ilhas gregas, mas por motivo de doença teve de retornar a Roma.  Aqui ele completou a sua coleção, retornando depois para a França.  Como não era permitido professar publicamente a religião Protestante, que abraçara algum tempo atrás, retirou-se para Metz, onde permaneceu até o fim dos seus dias.

## Vida Profissional

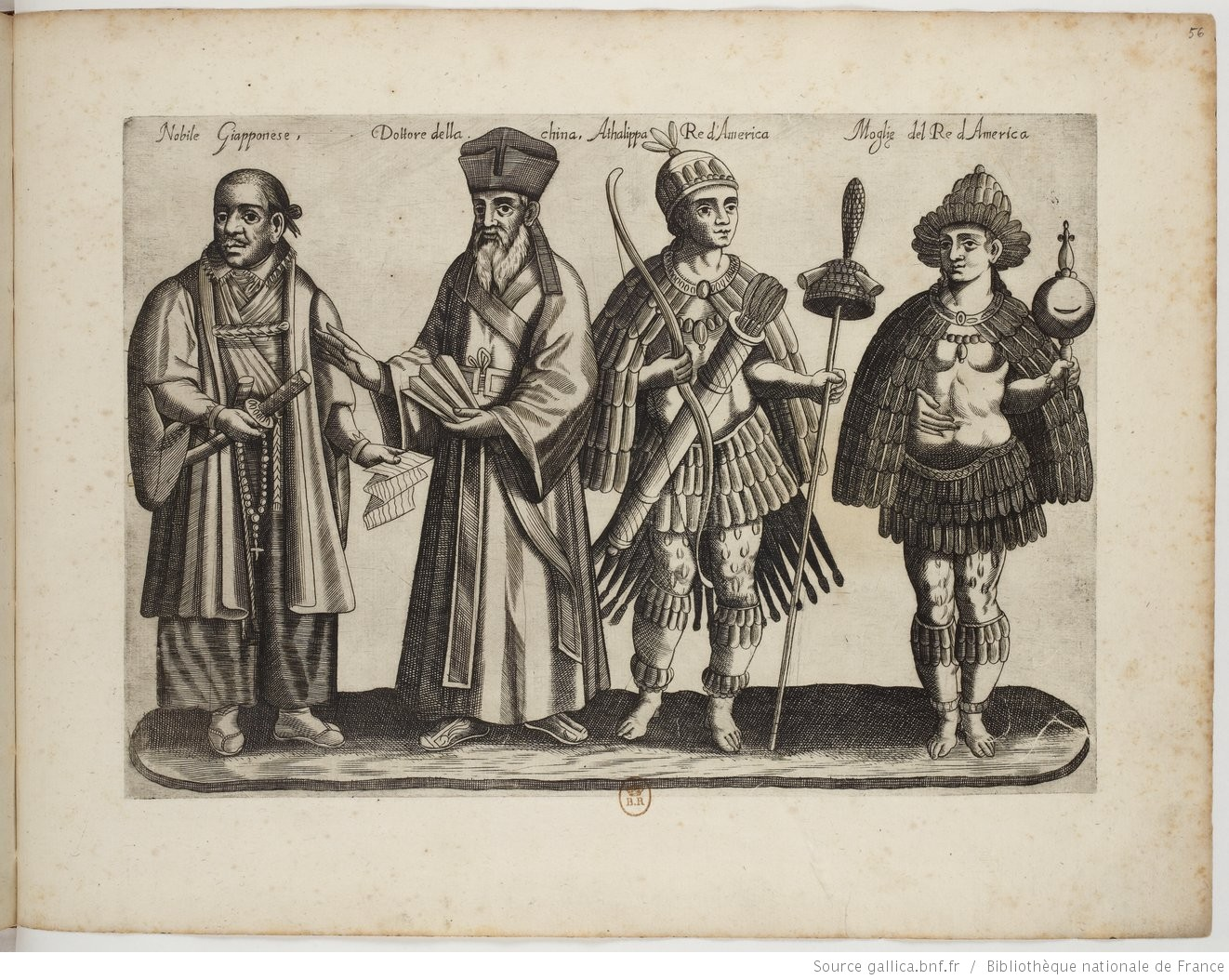
"Nobre Japonês, Doutor Chinês, Athalippa Rei da América, Mulher do Rei da América."Ilustração feita por Boissard em 1581.

Boissard publicou várias coleções, com o objetivo de ilustrar as antiguidades romanas, para as quais ele havia consagrado toda a sua vida, tendo elaborado um mapa com todos os monumentos antigos da Itália, e visitou todas as antiguidades das Ilhas de Corfu, a Cefalônia e Zante.  Foi também para Moreia , e teria ido até a Síria se não tivesse sido vítima de uma perigosa febre, que o acometeu em Methone.  Ao retornar ao seu país, foi nomeado tutor dos filhos de Antonio de Viena, Barão de Clervaut, com quem ele viajou para a Alemanha e a Itália.  Ele tinha deixado em Montbéliard as suas antiguidades, as quais ele havia colecionado com tanto esforço; e teve a desventura de perder todas elas quando o povo de Lorena devastou a região de Franche-Comté.  Nada lhe restou exceto aquelas que ele havia transportado para Metz, para onde se retirou.  Porém, como seu objetivo era a publicação de uma grande coleção de antiquidades, lhe foram enviados de vários lugares, muitos desenhos e esboços dos monumentos antigos, fato que lhe possibilitou a publicação da sua obra, cujo título era De Romano? urbis topographia et antiquitate.  Essa obra era constituída de 4 volumes in folio, os quais foram enriquecidos por ilustrações de Théodore de Bry (1528-1598), e de seus filhos (1579, 1602).  Ele publicou também a vida de muitas pessoas famosas, incluindo retratos, obra essa intitulada Theatrum vitae humanx, dividida em quatro partes.  A primeira foi impressa em 1597, na cidade de Frankfurt; a segunda e a terceira parte foram publicadas em 1598, e a quarta em 1599.  O seu tratado, De divinatione et magicis praestigiis (Sobre Adivinhações e Magias), somente foi impresso depois da sua morte, ocorrida em Metz no dia 30 de Outubro de 1602.
Era sobrinho do humanista e filósofo francês Hugo Babelus (1474-1556)

## Os Jardins do Cardeal Carpi
Um fato incomum vem a mostrar o genuíno caráter antiquariano de Boissard.  Conta-se que o jardim do Cardeal Carpi (1500-1564) era repleto de mármores antigos e localizado no Monte Quirinal (Mons Quirinalis).  Boissard foi um dia com seus amigos visitar esse lugar; chegando lá, apartou-se deles e quando estes haviam retornado para casa, escondeu-se em uma das alamedas que constituem o jardim.  Ele passou o resto do dia copiando inscrições e desenhando os monumentos; e quando os portões do jardim foram fechados, ele ficou lá durante a noite inteira.  Na manhã seguinte, o cardeal, encontrando-o com suas anotações, não conseguia entender como um estranho pode adentrar os seus jardins em hora inapropriada, mas quando foi informado da verdadeira razão da permanência de Boissard durante toda a noite, mandou servir-lhe um café da manhã, além de dar-lhe permissão para copiar e desenhar tudo o que achasse curioso dentro do seu palácio.

## Obras
- Ovids Metamorphosen, 1556 (Metamorfose de Ovídio)
- Poemata, 1574 (coletânea de poemas)
- Emblemata cum tetrastichis latinis Metz: Jean Aubry, 1584
- Emblematum liber 1588, Frankfurt am Main, 1593
- Icones Virorum Illustrium, 1597 (biografias de homens ilustres)
- Bibliotheca chalcographica, hoc est Virtute et eruditione clarorum Virorum Imagines. Heidelberg: Clemens Ammon, 1669 Onlinezugriff auf die Mateo-Datenbank
- Vitae et Icones Sultanorum Turcicorum, etc. 1597
- Theatrum Vitae Humanae Metz: Abraham Faber, 1596
- Romanae Urbis Topographiae et Antiquitatum, 1597-1602 (online)
- De Divinatione et Magicis Praestigiis, 1605
- Habitus Variarum Orbis Gentium, 1581

Ele forneceu textos e desenhos para obras que foram publicadas por: Robert Boissard (1570-1603), Theodor de Bry, Jacques Granthomme (1588-1613) e Alexandre Vallée.